# 3190 Aposhanskij
3190 Aposhanskij este un asteroid din centura principală, descoperit pe 26 septembrie 1978 de Liudmila Juravliova.